# سارا شون-لين بينوم
سارا شون-لين بينوم (بالإنجليزية: Sarah Shun-lien Bynum)‏‏ (1972 - )؛ كاتِبة، وروائية من الولايات المتحدة.